# Barbara Jaracz
Barbara Jaracz (geborene Grabarska, * 8. Juni 1977 in Gubin) ist eine polnische Schachspielerin und Großmeisterin der Frauen seit 2007.

## Schach

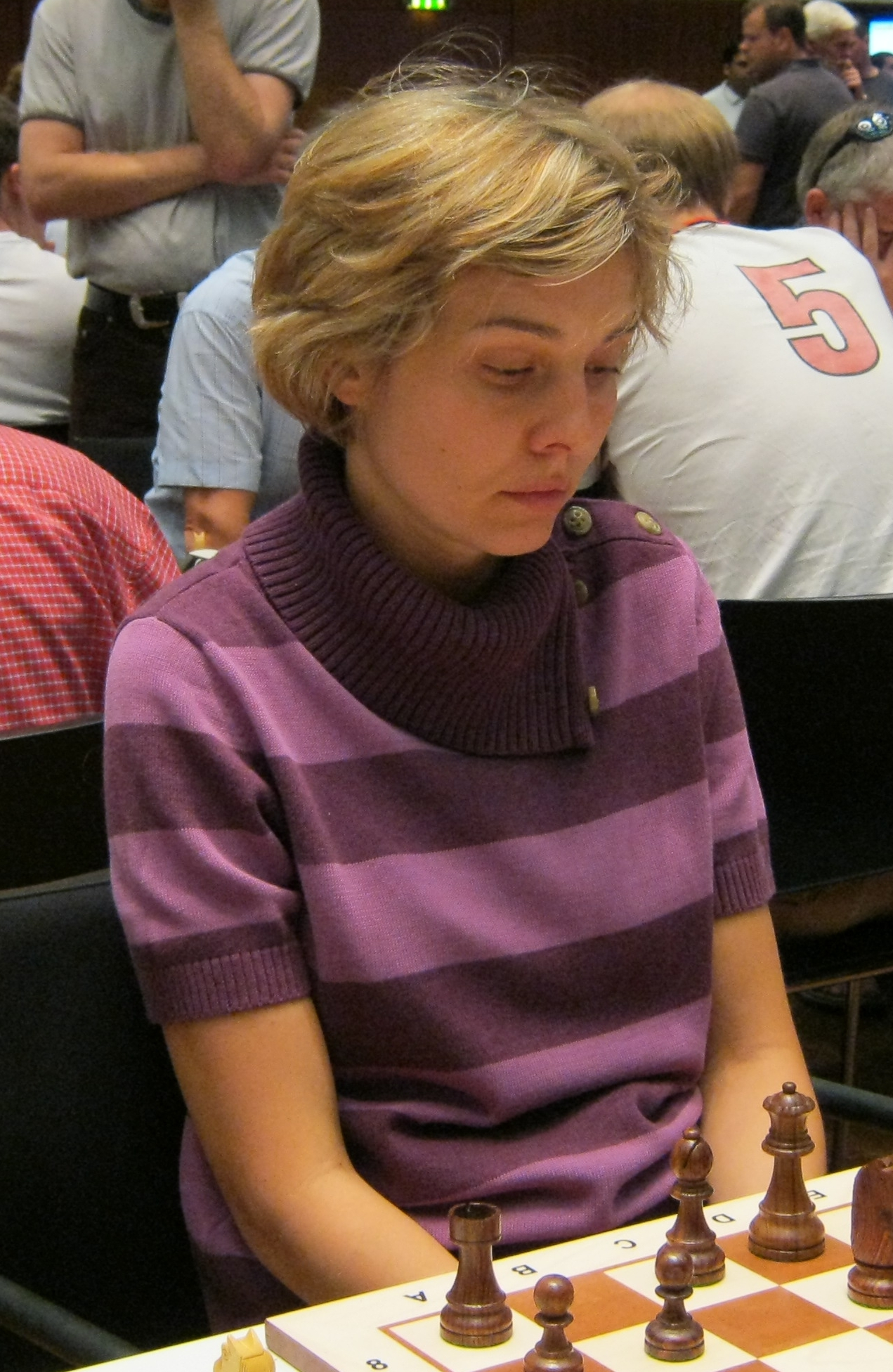
Barbara Jaracz, August 2010

Seit Mitte der 1990er Jahre ist Barbara Jaracz eine der besten polnischen Schachspielerinnen. Ihre erste Teilnahme an der polnischen Frauenmeisterschaft war 1995 in Warschau. Bis 2002 fanden sieben Meisterschaften statt, wobei sie zwei Medaillen gewann: Silber im Jahr 1997 und Bronze im Jahr 2001.
Im Jahr 1995 vertrat sie Polen bei den Europameisterschaften der Jugend in der Altersklasse U18 weiblich in Żagań. Im Jahr 1997 nahm sie an der Juniorinnenweltmeisterschaft unter 20 Jahre teil. Im selben Jahr spielte sie in Pula bei der Mannschaftseuropameisterschaft der Frauen, wo sie mit 5,5 Punkten aus 7 Partien das drittbeste Ergebnis am zweiten Brett erreichte. Zwei Jahre später in Batumi nahm sie nochmals teil, diesmal als Reservespielerin.
Mit ihrer höchsten Elo-Zahl von 2342 im April 2003 lag sie in der Weltrangliste der Frauen auf Platz 101, unter den polnischen Spielerinnen war sie auf Rang 6.
Bei der 5. Offenen Internationalen Bayerischen Meisterschaft 2001 in Bad Wiessee spielten sie (6 aus 9) und ihr späterer Ehemann (7 aus 9). Vladimir Akopian gewann die Meisterschaft. An der 6. Offenen Internationalen Bayerischen Meisterschaft 2002 nahm das Ehepaar ebenfalls teil.
2007 wurde Jaracz der Titel eines Großmeisters der Frauen (WGM) verliehen, die erforderlichen Normen erfüllte sie im August 2001 beim Rubinstein-Gedenkturnier in Polanica-Zdrój, im Dezember 2002 beim Böblinger Open und im Mai 2007 beim 25. Liechtenstein Open.

### Vereine
In der polnischen Mannschaftsmeisterschaft spielte Barbara Jaracz 1994 und 1996 für LKS ZPD Jasień, 1999 für KSz Rzemiosło Racibórz, von 2000 bis 2005 für AZS UMCS Lublin, den sie außerdem von 2009 bis 2012 bei der polnischen Mannschaftsmeisterschaft der Frauen vertrat sowie seit 2012 für GK Baszta MOS Żnin.
In Deutschland war sie von 1995 bis 2013 beim SV Chemie Guben gemeldet und spielte mit diesem überwiegend in der 2. Bundesliga der Frauen sowie in den Spielzeiten 1996/97, 1999/2000 und von 2010 bis 2013 in der 1. Bundesliga der Frauen. In den Jahren 2019-204 spielte sie für Weißblau Allianz Leipzig in der Frauenbundesliga. In der britischen Four Nations Chess League spielt Jaracz seit 2018 für Manx Liberty.

## Privates
Ihr Ehemann ist Großmeister Paweł Jaracz und ebenfalls ein polnischer Schachspieler.